# Conus angulatus
Conus angulatus é uma espécie de gastrópode do gênero Conus, pertencente à família Conidae.